# Цементный (Саратовская область)
Цеме́нтный — посёлок в Дергачёвском районе Саратовской области. Входит в состав Восточного муниципального образования. Основан в 1954 году.

## География
Посёлок находится на расстоянии примерно 47 км (по прямой) к юго-востоку от посёлка Дергачи, административного центра района.

## Население
| 2010 |
| ---- |
| 29   |

### Национальный состав
Согласно результатам переписи 2002 года, в национальной структуре населения казахи составляли 82 % из 56 чел.